# Anillobius solifuga
Anillobius solifuga é uma espécie de insetos coleópteros polífagos pertencente à família Curculionidae.
A autoridade científica da espécie é Fauvel, tendo sido descrita no ano de 1907.
Trata-se de uma espécie presente no território português.